# Les Mystères de la basilique
Pour plus de détails, voir Fiche technique et Distribution.
Les Mystères de la basilique est un téléfilm français, de la Collection Les Mystères de..., écrit par David D'Aquaro, réalisé par François Guérin et diffusé pour la première fois, en Belgique le 6 avril 2018 sur La Une, en Suisse sur RTS Un le 13 avril 2018 et en France sur France 3 le 14 avril 2018. 

## Synopsis

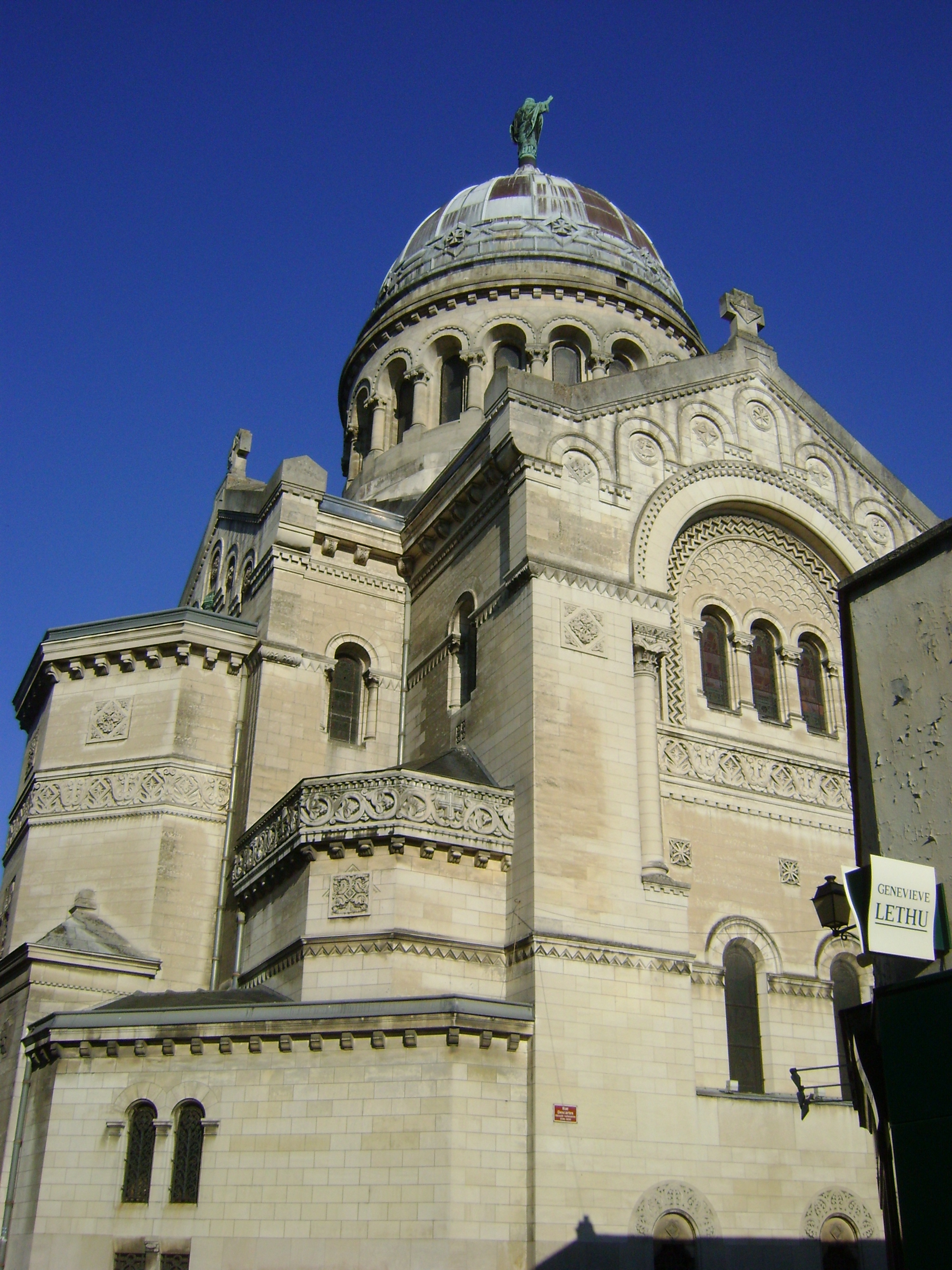
La basilique Saint-Martin de Tours.

Le commandant de police Louise Chaland enquête sur le meurtre d'un sculpteur controversé avec l'aide de son fils Sylvain, prêtre. Son corps a été découvert à côté d'une de ses œuvres, recouvertes d'inscriptions latines. Ils établissent bientôt un lien avec la disparition d'une relique de saint Martin de Tours, le saint patron de la ville. Leur enquête les conduit à un refuge pour personnes démunies, tenu par François Delcourt et sa fille, amoureuse de l'artiste assassiné. Des indices commencent à révéler l'inquiétante fascination que certains Tourangeaux ont pour la relique disparue…

## Fiche technique
- Titre original : Les Mystères de la basilique
- Réalisation : François Guérin
- Scénario : David D'Aquaro
- Photographie : Dominique De Wever
- Montage : Manuel de Sousa, Emmanuelle Zelez
- Musique : Frédéric Porte
- Production : Sylvette Frydman, Jean-François Lepetit
- Sociétés de production : Flach Film Production, avec la participation de France Télévisions, TV5 Monde, Radio Télévision Suisse (RTS), Centre National de la Cinématographie (CNC), en coproduction avec AT-Production, Radio Télévision belge francophone (RTBF)
- Pays d'origine :  France
- Langue originale : français
- Genre : policier
- Durée : 90 minutes
- Date de diffusion :  
  -  6 avril 2018, sur La Une
  -  13 avril 2018, sur RTS Un
  -  14 avril 2018, sur France 3

## Distribution
- Isabel Otero : Louise
- Marwan Berreni : Sylvain
- Laurent Olmedo : François Delcourt
- Sara Mortensen : Émilie
- Adèle Simphal : Agnès Delcourt
- Nathalie Besançon : Claude
- Jean-Michel Noirey : Philippe Delcourt
- Moussa Sylla : Fouad
- David Van Severen : Noé
- Julien Israel : Joseph
- Franck Mouget : Bastien
- Pierre Aussedat : Père Boilot
- Philippe Bilheur : l'archevêque
- Rodolphe Couthouis : le légiste

## Tournage
Le tournage a lieu entièrement en Indre-et-Loire de mi-novembre à mi-décembre 2017 sous le titre de travail "La Part de l'autre". La majorité du film est tournée à Tours, mais quelques scènes sont réalisées à Saint-Pierre-des-Corps, Amboise ou encore Véretz.

## Audience
- France : 4,4 millions de téléspectateurs (première diffusion) (20,4 % de part d'audience)[réf. nécessaire]